# Aerodrom (općina)
Aerodrom je gradska općina u okviru grada Kragujevca.
Općina Aerodrom je nastala 31. svibnja 2002. godine kao gradska općina grada Kragujevca. Teritorij općine Aerodrom pokriva 232 km² površine. Dio naselja Kragujevac koji se nalazi u ovoj gradskoj općini obuhvaća mjesne zajednice: Petrovac, Aerodrom, Uglješnica, Vinogradi i Šumarice kao i rubne dijelove Poskurica i Opornice. Općina se sastoji od 17 samostalnih naselja i dijela naselja Kragujevac, organiziranih u 21 mjesnu zajednicu, na teritoriju 20 katastarskih općina. Susjedne općine su: Stragari, Stari grad, Pivara, Stanovo, Batočina, Rača i Topola.

## Stanovništvo
Na području ove općine živi 36.000 stanovnika. Preko 60% stanovnika živi na gradskom dijelu općine.

## Značajni objekti
Najvažniji park u općini je Spomen park Šumarice posvećen žrtvama streljanja u Drugom svjetskom ratu. U blizini parka je istoimeno jezero - Gradsko kupalište, Općinski zatvor, Elvod, PKB, DP Sobovica.

## Vanjske poveznice
- Grad Kragujevac

## Galerija
- Aerodrom, Kragujevac.
- Hram Sveti Sava, Aerodrom, Kragujevac
- Bogoslovija Jovan Zlatousti, Aerodrom, Kragujevac.
- Bogoslovija Jovan Zlatousti, Aerodrom, Kragujevac.
- Gradska tržnica, Aerodrom, Kragujevac.
- Šumaričko jezero